# Vidhi Pandya
Vidhi Pandya là một nữ diễn viên Ấn Độ. Cô được biết đến với vai Nidhi Anant trong Cô dâu 8 tuổi và vai Imli Vivaan Rajvanshi trong bộ phim Đôi cánh tự do.

## Chương trình truyền hình
| Năm           | Chương trình truyền hình | Vai diễn                              | Kênh      | Chú thích                                          |
| ------------- | ------------------------ | ------------------------------------- | --------- | -------------------------------------------------- |
| 2015-2016     | Cô dâu 8 tuổi            | Nidhi Anant                           | Colors TV | Vai phụ                                            |
| 2016-hiện tại | Đôi cánh tự do           | Imli Bhuvan Lal/Imli Vivaan Rajvanshi | Colors TV | Vai chính (thay thế nữ diễn viên nhí Tasheen Shah) |